# Стрептодермия

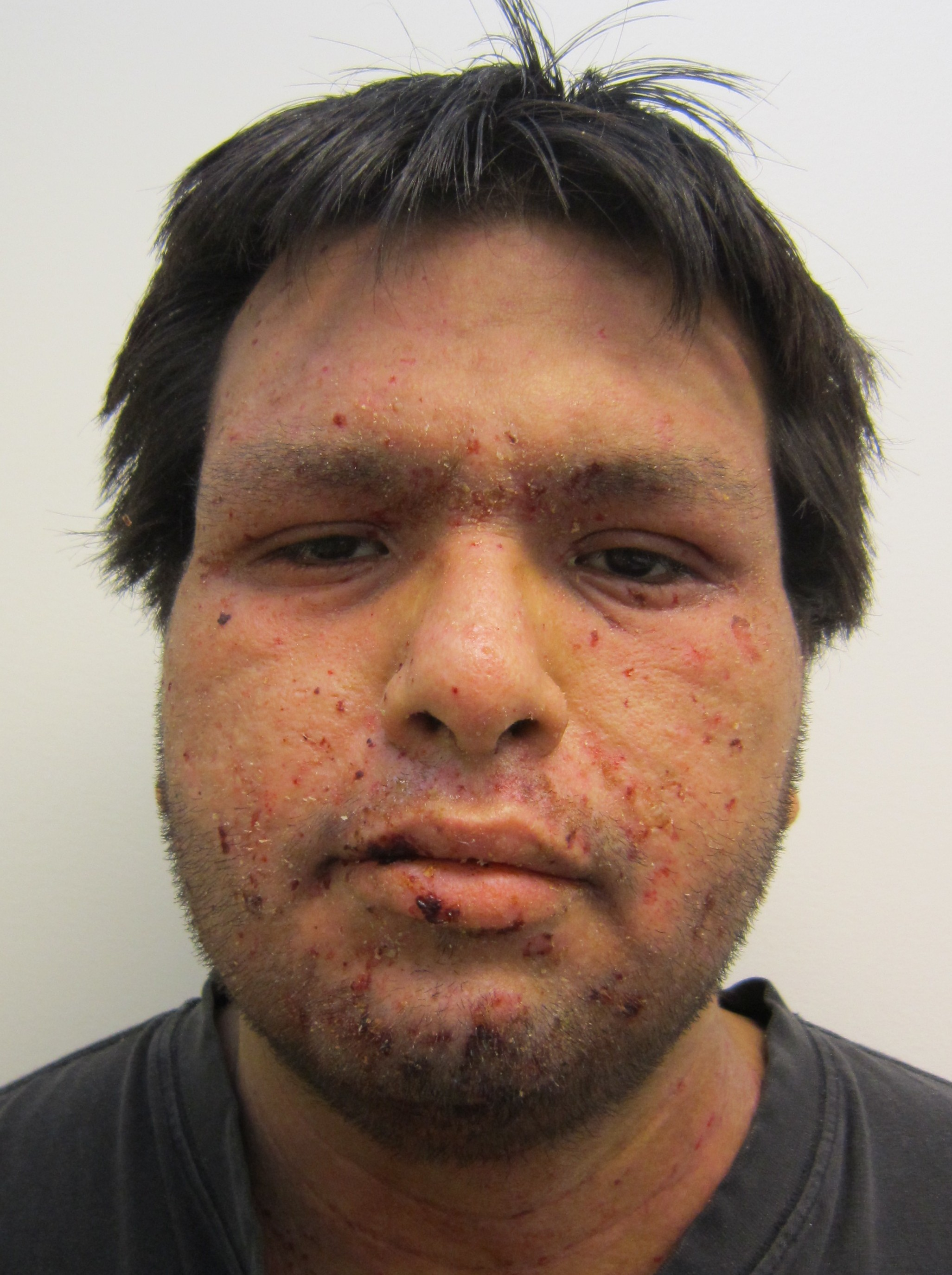
Стрептодермические пятна на лице («простой лишай лица»). Фото James Heilman, MD, 2011

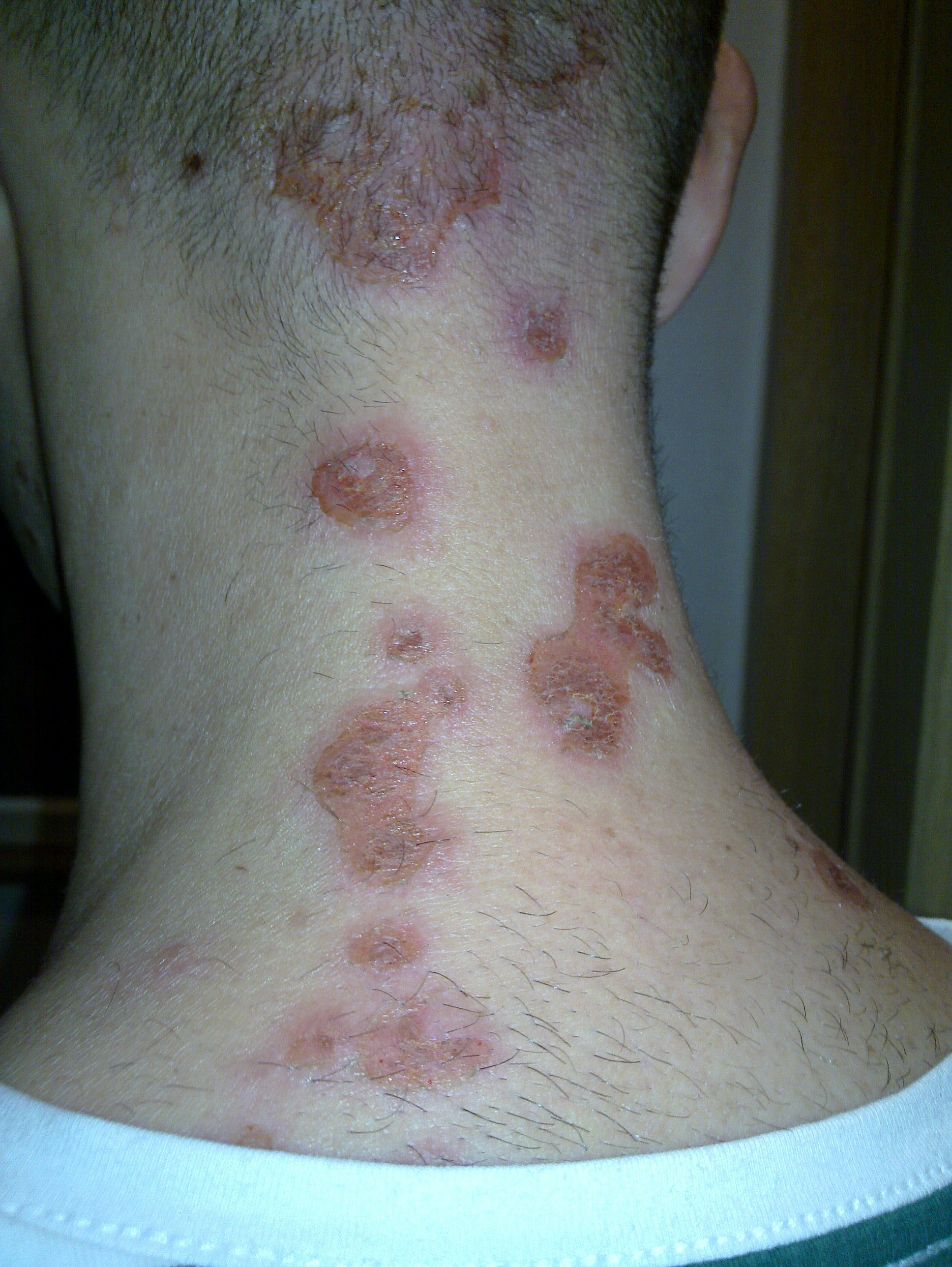
Стрептодермические пятна на шее. Фото Åsa Thörn, 2011

Стрептодерми́я (лат. streptodermia стрепто- + (пио)дермия, также пиодермия стрептококковая), или «лету́чий ого́нь», — пиодермия, вызываемая стрептококками; характеризуется возникновением фликтен.
Стрептодермии делятся на поверхностные и глубокие. 
К поверхностным относятся: 
- стрептококковое импетиго,
- сухая стрептодермия,
- заеда,
- панариций.

К глубоким стрептодермиям относятся: 
- целлюлит,
- эктима обыкновенная,
- хроническая язвенно-вегетирующая пиодермия (смешанная стрепто-стафилококковая форма пиодермии).[источник не указан 2871 день]

Заражение стрептодермией происходит при тесном контакте с больным человеком. Инкубационный период заболевания длится около 7 дней. Хроническая форма может возникнуть около ран и язв, не заживающих в течение длительного периода времени. Кроме того, факторами, провоцирующими развитие заболевания в хронической форме, являются следующие: варикозное расширение вен, длительное охлаждение конечностей, приводящее к повышению сенсибилизации кожи к стрептококковым и стафилококковым инфекциям.
Пятна, образующиеся при этом кожном заболевании, могут быть различных размеров, постепенно их диаметр достигает 3—4 см; как правило, они имеют слабо-розовый цвет, округлую форму. Пятна покрываются мелкопластинчатыми чешуйками. Они локализуются особенно часто на лице (тогда заболевание называют «простой лишай лица»), реже — на спине, ягодицах, конечностях, и встречаются обычно у мальчиков 7—10 лет. После себя пятна оставляют временную депигментацию. Иногда на коже образуются микровезикулы, наполненные серозным или серозно-гнойным содержимым.
Субъективных ощущений у больного обычно не наблюдается, но иногда его могут беспокоить небольшой кожный зуд, сухость кожи; возможно повышение температуры тела, увеличение лимфатических узлов.
Стрептодермия в хронической форме характеризуется рецидивирующим течением и развитием больших по величине (диаметром 5—10 см) очагов поражения кожных покровов. Очаги представляют собой чётко ограниченные пятна с неровными, фестончатыми краями и отслаивающимся по краям роговым слоем эпидермиса; чаще всего они локализуются на голенях. На коже возникают пузыри, после вскрытия которых образуются крупные корки желтовато-коричневого цвета. После удаления на месте корки обнаруживается ярко-розовая эрозия, с поверхности которой обильно отделяется серозно-гнойный экссудат. Между рецидивами прекращается образование новых пузырей, вместо корок образуются очаги шелушения с серо-жёлтыми чешуйками.
Длительное существование инфекционного очага, а также повышенная вследствие этого чувствительность кожного покрова к микробам могут привести к переходу заболевания из хронической стрептодермии в микробную экзему. Характерными признаками этого процесса являются появление экзематозных колодцев, изменение границ очагов поражения (при экземе они становятся неровными, расплывчатыми).